# نخل الشريف
نخل الشريف، قرية من قرى محافظة العيص، والتابعة لمنطقة المدينة المنورة في السعودية.